# Sidi Abdeselam del Behar
Sidi Abdeselam del Behar, yacimiento arqueológico fenicio enclavado a poca distancia de la desembocadura del Río Martín,  también llamado Guad-el-Jelú y río Tetuán, corre de sur a norte entre dos cordilleras, pasa al oeste de la ciudad de Tetuán y desemboca en el Mar Mediterráneo, cerca del Cabo Negro.
Los primeros sondeos fueron realizados en el verano de 1952, por el Servicio Arqueológico del Protectorado Español en Marruecos con sede en Tetuán. El criterio utilizado para la exploración, según Miquel Tarradell, director del Servicio Arqueológico desde 1948 hasta 1955, se hizo aplicando las experiencias adquiridas en otros territorios africanos, que fueron sistematizadas por Pierre Cintas.
La disposición es la típica de las factorías comerciales fenicias. Tarradell sitúa el emplazamiento encima de un morabito musulmán dedicado a este santón que da nombre al yacimiento, en una costa escarpada y peñascosa, de unos 11 kilómetros de ancho, que en su parte sudoeste se eleva a 166 metros de altura formando otra escarpadura. Entre ambas elevaciones se extiende una playa arenosa que dibuja una ligera curva, en la cual desembocan dos riachuelos, uno al este de Tabarca y otro al centro de la misma playa. La tierra que está unida a la playa se levanta por quebradas hasta el Cabo Negro, situado a 25 km al noroeste de la Isla de Tabarca.

## Estratigrafía
Nivel I: Tierra superficial moderna.
Nivel II: nivel mucho más denso, con final con destrucción violenta. Material: cerámica tipo campaniense junto con restos de ánforas y vasijas grandes, algunas monedas de reyes mauritanos anepigráficas, muchos moluscos y conchas de múrex. Estructuras: numerosas construcciones de paredes sólidas y bien labradas. Cronología: según Tarradell, finales del siglo III a. C. o principios del II a. C. en fechas anteriores a la época romana ya que no se encuentra ningún material que signifique contacto con el mundo latino.
Nivel III: nivel antiguo, primer establecimiento, consiste en una capa depositada sobre la arena de la playa. Sin restos constructivos. Material: cerámica de aspecto prehistórico, cerámica fenicia (vasijas a torno, sin decoración), cerámica con barniz rojo, en menor número. Cronología: según Tarradell, siglos V a. C. al III a. C., aunque en Marruecos Púnico, dice que hay paralelismos con niveles antiguos de Lixus.
Nivel IV: Arena estéril.